# برانكو ستروبار
برانكو ستروبار (بالكرواتية: Branko Strupar)‏ (مواليد 9 فبراير 1970) هو لاعب كرة قدم. يلعب مع منتخب بلجيكا لكرة القدم. سبق له أن لعب في كأس العالم لكرة القدم مع منتخب بلاده.

## روابط خارجية
- برانكو ستروبار على موقع الاتحاد الدولي (مؤرشف)  (الإنجليزية)
- برانكو ستروبار على موقع الاتحاد البلجيكي (الإنجليزية)
- برانكو ستروبار على موقع قاعدة بيانات كرة القدم.إي يو (الإنجليزية)
- برانكو ستروبار على موقع ناشيونال فوتبول تيمز (الإنجليزية)
- برانكو ستروبار على موقع عالم كرة القدم.نت (الإنجليزية)